# Miguel de Romay
Miguel de Romay (Forcarey (Pontevedra) 1670 ca.- Santiago de Compostela 1740 ca.) fue un escultor y ensamblador español que desarrolló su actividad artística en Galicia, pertenecía al círculo de discípulos del escultor Mateo de Prado.

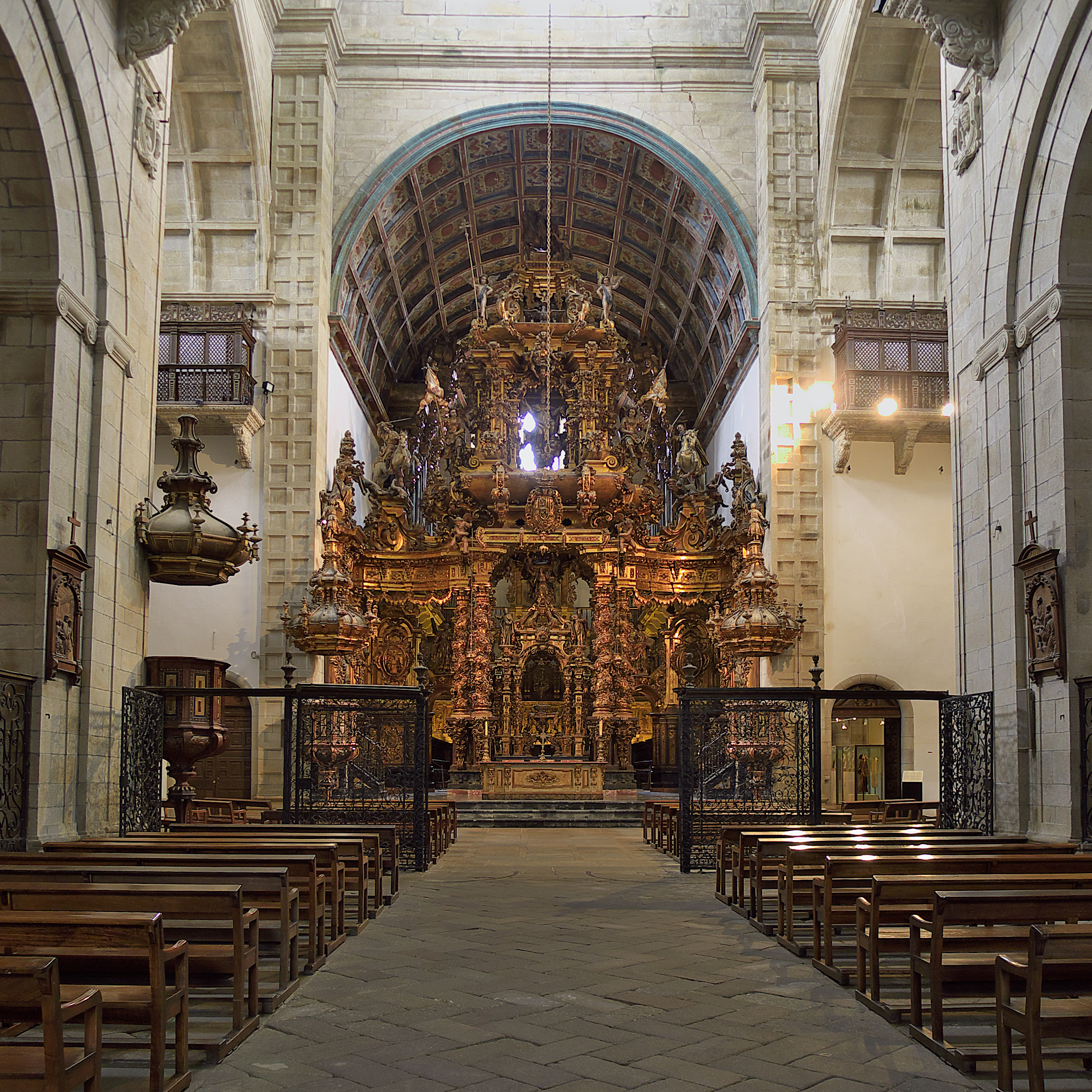
Monasterio de San Martín Pinario. Retablo

## Obra
Algunos de sus primeros trabajos los realizó para la Catedral de Santiago de Compostela, entre ellos los órganos, el retablo de la Soledad (1708) y los tornasoles de los púlpitos. Obras posteriores son los retablos mayores de la capilla de la Orden Tercera de San Francisco de Santiago de Compostela y el retablo mayor de la iglesia colegial de Iria Flavia (Padrón) realizados entre 1711 y 1715, ambos son espléndidos retablos barrocos que se caracterizan por los soportes de orden salomónico, fuste trazado con cinco espiras y capitel corintio. Entre 1730 y 1733 siguiendo planos de Casas Novoa, construyó el retablo mayor del monasterio benedictino de San Martín Pinario (Santiago de Compostela), obra cumbre de la retablística barroca española, que fue restaurado íntegramente en 1990. Asimismo, también en colaboración con Casas, realiza los retablos de la iglesia conventual de las Capuchinas de La Coruña en el segundo tercio del siglo XVIII  En el año 1736 finalizó uno de sus trabajos fundamentales, el Tabernáculo de la capilla de los Ojos Grandes de la Catedral de Lugo. Otra de sus obras, el retablo del Santuario da Virxe da Barca en Mugía, resultó destruido en un incendio el 25 de diciembre de 2013.